# Uebi Scebeli
L'Uebi Scebeli (con numerose variazioni del nome, tra cui Shebelle, Shabele e Shabell; in somalo Shabeelle) è un fiume che nasce nell'Acrocoro Etiopico e scorre verso sudest entrando in Somalia, per poi passare non molto distante da Mogadiscio. Il nome significa "fiume dei leopardi". La sua esplorazione avvenne nel corso del XIX secolo, ma solo nel 1928/29 ne fu eseguito un rilievo sistematico dalle sorgenti alla foce da parte del Duca degli Abruzzi. Il Duca ne rimase così colpito che chiese, alla sua morte, di essere sepolto vicino alla sua riva.
Vicino a Mogadiscio gira in una netta curva verso sudovest a causa delle dune costiere e si mantiene parallelo alla costa per quasi 400 chilometri. La portata del fiume diventa periodica; nella stagione delle piogge arriva a confluire con il Giuba nello Shab Giuba e quindi a sfociare nell'Oceano Indiano, ma talvolta si prosciuga prima.
È lungo 2050 km, di cui 1150 in Etiopia e 900 in Somalia e la sua portata è piuttosto ampia, considerata la media africana, anche se torrentizia. Durante il periodo coloniale le sue acque furono utilizzate per l'irrigazione di vasti comprensori nella zona di Villabruzzi e di Genale.

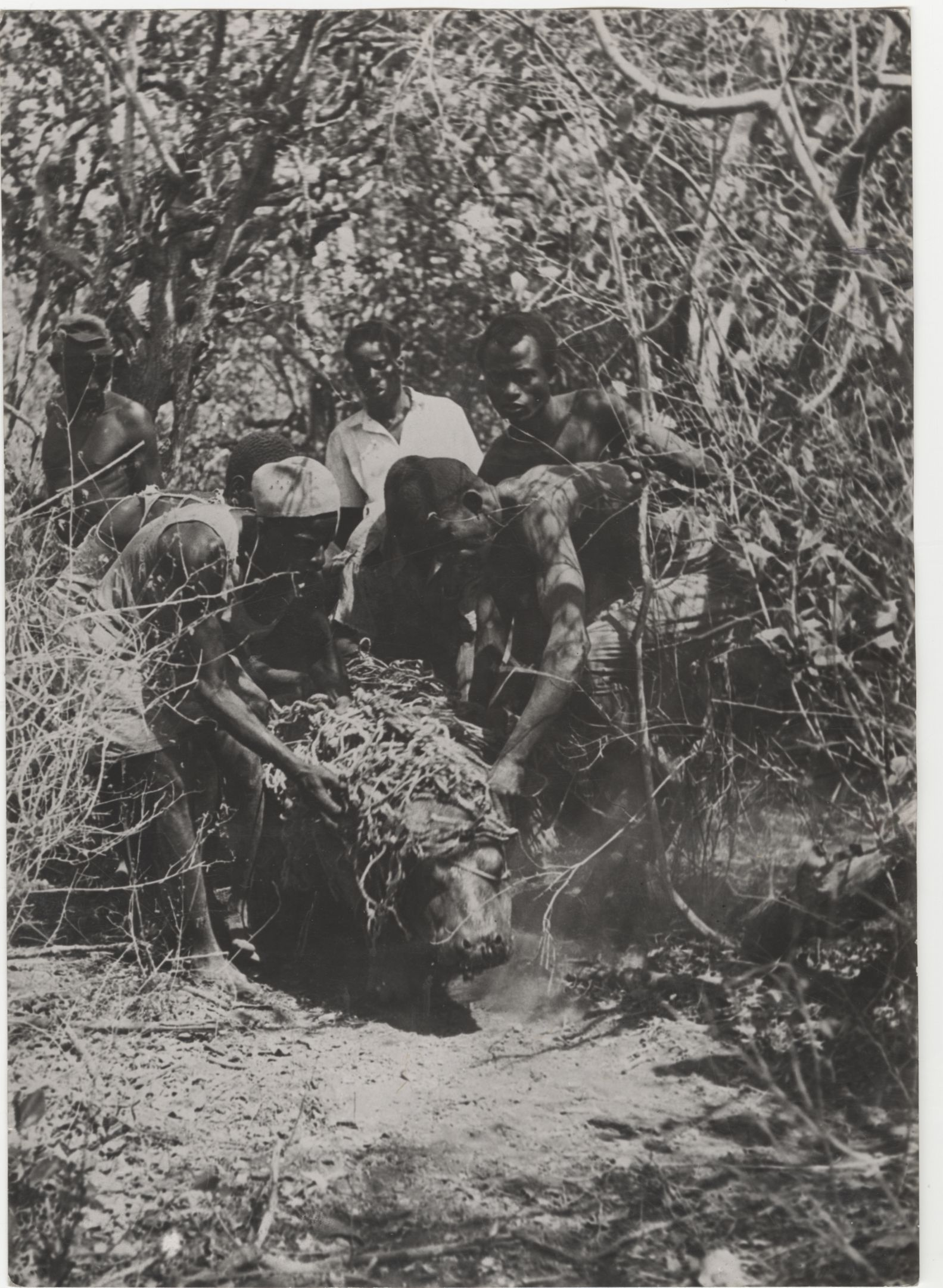
La cattura di un giovane ippopotamo nelle acque dello Uebi Scebeli nel 1958